# 1-Stunden-Rennen von Most 1997

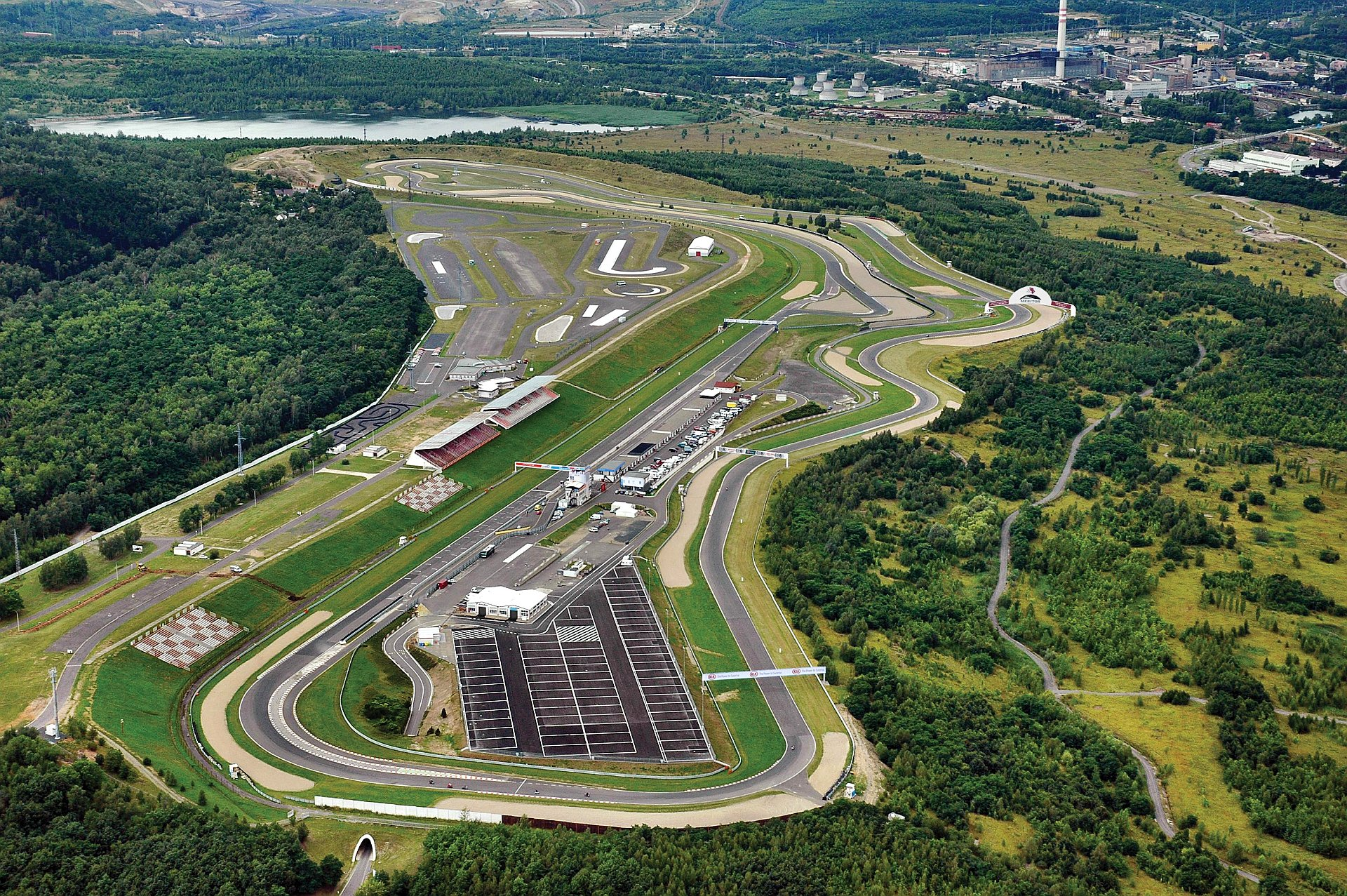
Luftaufnahme des Autodrom Most

Das 1-Stunden-Rennen von Most 1997, auch Interserie Coupe, Autodrom Most, fand am 3. August auf dem Autodrom Most statt und war das zweite Rennen der Interserie dieses Jahres.

## Das Rennen
Beim Rennen in Most wurde langgeübte Praxis wieder aufgenommen ein Rennen der Interserie in zwei Wertungsläufen auszutragen. Gegenüber dem ersten Saisonrennen in Spa wurde dadurch die Fahrzeit mehr als verdoppelt. Beide Wertungsläufe gingen über eine Distanz von jeweils 16 Runden und endeten mit dem Sieg des Österreichers Fritz Glatz im HSB-Penske PC18, der auch die Gesamtwertung gewann. Karl Hasenbichler, der Sieger von Spa, konnte nach einem Unfall im Training nicht starten. Robbie Stirling beendete den ersten Wertungslauf als Zweiter, die Teilnahme am zweiten verhinderte ein technischer Defekt an seinem Lola T92/10. 

## Ergebnisse

### Schlussklassement
| 1               | Div. I  | 6  | HSB Motorsport               | Fritz Glatz        | HSB-Penske PC18 | 36 |
| 2               | Div. 1  | 8  | S.C.I. Team                  | Ranieri Randaccio  | Fondmetal FG-01 | 36 |
| 3               | Div. I  | 2  | Becker Motor Racing          | Karl-Heinz Becker  | Minardi M190    | 36 |
| 4               | Div. 1  | 12 | Dark Dog Lechner Racing Team | Josef Neuhauser    | Reynard         | 36 |
| 5               | Div. II | 52 | HSB Motorsport               | Joachim Ryschka    | Lola T93/50 HSB | 34 |
| 6               | Div. II | 50 | Dark Dog Lechner Racing Team | Wolfgang Griessner | Lola Horag HSB  | 34 |
| 7               | Div. II | 7  | MRI                          | Dieter Bergermann  | Jaguar XJR-16   | 32 |
| 8               | Div. I  | 3  | Helmut Bross                 | Helmut Bross       | Spice           | 31 |
| 9               | Div. II | 53 | Jauslin Cars                 | Ruedi Jauslin      | Osella PA20     | 30 |
| Ausgefallen     |         |    |                              |                    |                 |    |
| 10              | Div. I  | 1  | McNeil Engineering           | Robbie Stirling    | Lola T92/10     | 18 |
| Nicht gestartet |         |    |                              |                    |                 |    |
| 11              | Div. I  | 5  | HSB Motorsport               | Karl Hasenbichler  | HSB-Penske PC18 | 1  |
| 12              | Div. I  | 9  |                              | Pasquale Barberio  | Lola            | 2  |
| 13              | Div. I  | 11 | Michael Schuster             | Michael Schuster   | BGN-Argo JM19C  | 3  |
| 14              | Div. II | 54 | Saeco Racing Team            | Alfred Guldi       | March HSB       | 4  |

1 Unfall im Training
2 Motorschaden im Training
3 Motorschaden im Training
4 Unfall im Training

### Nur in der Meldeliste
Hier finden sich Teams, Fahrer und Fahrzeuge, die ursprünglich für das Rennen gemeldet waren, aber aus den unterschiedlichsten Gründen daran nicht teilnahmen.
| Pos. | Klasse  | Nr. | Team             | Fahrer                      | Chassis     |
| ---- | ------- | --- | ---------------- | --------------------------- | ----------- |
| 15   | Div. I  | 10  | Equipe Bernoise  | Josef Binder                | Argo JM19D  |
| 16   | Div. II | 51  | M. C. Motorsport | Mike Catlow Mike Chittenden | Lola T89/50 |
| 17   | Div. II | 55  |                  |                             | Argo JM19C  |

### Klassensieger
| Klasse  | Fahrer          | Fahrzeug        | Platzierung im Gesamtklassement |
| ------- | --------------- | --------------- | ------------------------------- |
| Div. I  | Fritz Glatz     | HSB-Penske PC18 | Gesamtsieg                      |
| Div. II | Joachim Ryschka | Lola T93/50     | Rang 5                          |

### Renndaten
- Gemeldet: 17
- Gestartet: 10
- Gewertet: 9
- Rennklassen: 2
- Zuschauer: unbekannt
- Wetter am Renntag: warm und trocken
- Streckenlänge: 4,148 km
- Fahrzeit des Siegerteams: 0:48:42,419 Minuten
- Gesamtrunden des Siegerteams: 36
- Gesamtdistanz des Siegerteams: 149,328 km
- Siegerschnitt: unbekannt
- Pole Position: Karl Hasenbichler – HSB-Penske PC18 (#5) – 1:17,294
- Schnellste Rennrunde: unbekannt
- Rennserie: 2. Lauf zur Interserie 1997